# Call Me (película)
Call Me es una película independiente estadounidense de 1988, dirigida por Sollace Mitchell, y protagonizada por Patricia Charbonneau, Stephen McHattie y Boyd Gaines, es casi desconocida por la gran mayoría del público. Se trata de una mujer que empieza una relación por teléfono con un extraño, lo que luego se transforma en una tragedia.
- Datos: Q5021541